# Valda frontalis
Valda frontalis är en skalbaggsart som beskrevs av Thomas Casey 1894. Valda frontalis ingår som enda art i släktet Valda och familjen kortvingar. Inga underarter finns listade i Catalogue of Life.